# 撮镇路
撮镇路，安徽省合肥市肥东县城区的南北向干道，得名自境内的撮镇。道路北起龙泉路，接新街，向南经长江东路、龙城路、瑶岗路、裕溪路、 合马路、繁华大道等干道后止于循环经济园境内的宏图大道。沿路有店埠学区排头小学、中共肥东县委党校、肥东县特教学校、肥东体育公园、安徽医科大学第一附属医院东城院区、马桥小学、肥东县消防救援大队肥东县特勤消防站、肥东县撮镇客运站、合肥循环经济示范园管理委员会等。

## 轨道交通
- █ 2号线：店埠河站